# Josepha Kodis
Józefa Fabianna Kodis (polnisch: Kodisowa), geb. Krzyżanowska (* 19. April 1865 auf dem Gut Załucze in Nowogrodek westlich von Minsk; gestorben 30. Dezember 1940 in Warschau) war eine polnische Philosophin, Psychologin und Frauenrechtlerin, bekannt geworden als Vertreterin des Empiriokritizismus und Verfechterin der Frauenemanzipation und Gleichberechtigung. Als Studentin war sie porträtiert im Schauspiel „Einsame Menschen“ von Gerhart Hauptmann. Sie war Mitorganisatorin der Volksuniversität für polnische Emigranten in den USA. Im zum Russischen Kaiserreich gehörenden Minsk organisierte sie die Freie Polnische Universität und öffentliche Bibliothek und war zuletzt in Warschau tätig.

## Leben
Sie wurde am 19. April 1865 in eine polnische Gutsbesitzer- und Geistlichenfamilie in Weißrussland geboren, die infolge der Beschlagnahmung ihres Eigentums nach den November- und Januaraufständen 1863/1864 gegen das Russische Kaiserreich verarmt war. Ihre Eltern waren Erazm Krzyżanowski und Zofia Kozielska.
1881 bestand sie das staatliche Lehrerexamen und begann nach dem Tod ihres Vaters als Privatlehrerin in Litauen zu arbeiten. 1886 ging sie zum Studium nach Genf und ein Jahr später wechselte sie nach Zürich, wo sie Philosophie studierte. Sie promovierte 1893 bei Professor Richard Avenarius in Zürich zu einem Thema des Empiriokritizismus als erste weibliche Doktorierende in der Psychologie. Nach Aussagen des Schriftstellers Gerhart Hauptmann war sie das Vorbild der 24-jährigen Anna Mahr in dessen Schauspiel „Einsame Menschen“ (von 1890). Josepha Kodis war Kommilitonin und Freundin seines Bruders Carl Hauptmann (der selbst Schriftsteller wurde). Im Theaterstück wird die Carl Hauptmann nachempfundene Hauptfigur durch den Besuch von Anna Mahr, die als überaus faszinierend und intellektuell anregend beschrieben wird, so von seinem bisherigen Lebensentwurf und Familienleben entfremdet, dass er sich zum Schluss suizidiert.
Seit 1889 war sie mit Teodor Kodis (1861–1917) verheiratet (Arzt aus Litauen; Medizinstudium in Leipzig, Straßburg und Zürich; mit der sozialistischen Linken verbundener Aktivist). 1894 folgte sie ihrem Mann in die USA nach St. Louis, wo er Professor wurde. Sie engagierte sich dort in einem Verband der Polen in Amerika, organisierte eine Volksuniversität für polnische Immigranten. Sie führte dabei ihre Forschungstätigkeit weiter und veröffentlichte Artikel in wissenschaftlichen Zeitschriften in Europa und den USA.
1901 kehrte sie mit ihrem Mann und ihrer Tochter in ihre polnische Heimat zurück und ließ sich wieder in Minsk nieder. Hier setzte sie ihre wissenschaftliche Arbeit fort und setzte sich gleichzeitig aktiv für die Emanzipation und Gleichberechtigung der Frau ein. Sie engagierte sich in der pazifistischen Bewegung. Für die polnische Bevölkerung von Minsk organisierte sie umfangreiche Bildungsaktivitäten. Ab 1907 lehrte sie an der Freien Polnischen Universität (Wolna Wszechnica Polska). Dies war bis 1906 eine Untergrundschule für die Volksbildung der Polen (polnisch: Uniwersytet Latajaçy) im Russischen Reich. Sie war in erster Linie für polnische Frauen gedacht, denen seit 1863 im Russischen Reich der Hochschulzugang verboten war. Nach dem Tod ihres Mannes 1918 zog sie nach Warschau. Dort arbeitete sie in den Jahren 1919–1921 als Bibliothekarin im Ministerium für öffentliche Arbeiten. Von 1921 bis 1930 war sie Mitarbeiterin der Stadtverwaltung von Warschau.
Sie starb am 30. Dezember 1940 und wurde auf dem Służew-Friedhof in der Wałbrzyska Straße in Warschau beerdigt.
Ihre Schwester Ewa war die Frau des Politikers und ersten polnischen Präsidenten Gabriel Narutowicz. Ihre Tochter war Künstlerin (Malerin und Weberin) Zofia Kodis-Freyer (1899–1992).

## Bibliographie
- Janusz Krajewski, Kodisowa z Krzyżanowskich Józefa Fabianna [w:] Polski Słownik Biograficzny, t. 13, Wrocław – Warszawa – Kraków 1967, s. 246 – 248.
- Józefa Fabianna Kodis z Krzyżanowskich, Wspomnienia z lat ok. 1870-1890, Warszawa, Biblioteka Narodowa, sygn. akc. 13660
- Zofia Kodis-Freyer, Wspomnienia, Warszawa, Biblioteka Narodowa, sygn. akc. 11258